# Proceroplatus guayanasi
Proceroplatus guayanasi är en tvåvingeart som beskrevs av Lane 1950. Proceroplatus guayanasi ingår i släktet Proceroplatus och familjen platthornsmyggor. Inga underarter finns listade i Catalogue of Life.